# 1805
Évszázadok: 18. század – 19. század – 20. század
Évtizedek: 1750-es évek – 1760-as évek – 1770-es évek – 1780-as évek – 1790-es évek – 1800-as évek – 1810-es évek – 1820-as évek – 1830-as évek – 1840-es évek – 1850-es évek
Évek: 1800 – 1801 – 1802 – 1803 –  1804 – 1805 – 1806 – 1807 – 1808 – 1809 – 1810

## Események
- október 1. – A Tadeusz Czacki és Hugo Kołłątaj alapította Kremenyeci Líceum megnyitja kapuit. (Más adatok szerint október 13-án.)
- október 21. – Trafalgari csata:[1] A brit hadiflotta legyőzi a franciákat Trafalgarnál.
- november 12. – Napóleon bevonul Bécsbe.
- november 20. – Bécsben, a Theater an der Wien-ben először kerül színpadra Ludwig van Beethoven Fidelio című operája.
- november 28. – Az országgyűlés kiharcolja a közigazgatásban a magyar nyelv használatának jogát.
- december 2. – Az austerlitzi csata[1] („a három császár csatája”): Napóleon császár legyőzi az osztrákokat és az oroszokat.
- december 26. – A pozsonyi békében az Habsburg Birodalom átengedi Voralrberget és Tirolt Bajorországnak, Velencét az Olasz Királyságnak.[2]

## Születések
- február 27. – Nyáry Pál politikus († 1871)
- március 15. – Eduard Clam-Gallas az osztrák császári sereg tábornoka († 1891)
- március 25. – Gegő Elek egyházi szónok, etnográfus, történész, ferences szerzetes, az MTA levelező tagja († 1844)
- március 31. – Holländer Leó honvédtiszt, éremgyűjtő († 1887)
- április 2. – Hans Christian Andersen dán költő, meseíró († 1875)
- április 18. – Vidos József nemzetőr parancsnok, kormánybiztos († 1849)
- július 25. – John Walker, a Johnnie Walker whisky alapító atyja († 1859)
- július 25. – Demeter Alajos piarista rendi pap, tanár, költő († 1858)
- augusztus 4. – William Rowan Hamilton ír matematikus, fizikus, csillagász († 1865)
- augusztus 10. – Toldy Ferenc irodalomtörténész, akadémikus († 1875)
- szeptember 4. – Mikó Imre erdélyi magyar államférfi, művelődés- és gazdaságpolitikus, történész († 1876)
- október 29. – Bakonyi Sándor honvéd tábornok († 1851)
- november 6. – Berzsenyi Lénárd honvéd ezredes († 1886)
- november 19. – Ferdinand de Lesseps francia mérnök, diplomata, a Szuezi-csatorna építője († 1894)

## Halálozások
- január 23. – Claude Chappe, francia feltaláló (* 1763)
- január 28. – Csokonai Vitéz Mihály, magyar költő (* 1773)
- február 5. – Csizi István, császári és királyi őrnagy, költő (* 1728)
- március 10. – Blaž Kumerdej, szlovén filológus, tanár, nyelvújító, a szlovén iskolarendszer atyja (* 1738)
- május 9. – Friedrich Schiller, német drámaíró (* 1759)
- május 28. – Luigi Boccherini, olasz preklasszicista, illetve klasszicista korszak zeneszerző, virtuóz csellista (* 1743)
- október 21. – Horatio Nelson, (* 1758)
- november 12. – Johann Binder, magyar gimnáziumi igazgatótanár (* 1767)